# Гамфрі (Арканзас)
Гамфрі (англ. Humphrey) — місто (англ. city) в США, в округах Арканзас і Джефферсон штату Арканзас. Населення — 463 особи (2020).

## Географія
Гамфрі розташоване на висоті 58 метрів над рівнем моря за координатами 34°25′22″ пн. ш. 91°42′8″ зх. д. / 34.42278° пн. ш. 91.70222° зх. д. (34.422812, -91.702259).  За даними Бюро перепису населення США в 2010 році місто мало площу 3,55 км², уся площа — суходіл.

## Демографія
Згідно з переписом 2010 року, у місті мешкало 557 осіб у 252 домогосподарствах у складі 150 родин. Густота населення становила 157 осіб/км².  Було 297 помешкань (84/км²). 
Расовий склад населення:
| - 61,9 % — білих - 35,9 % — чорних або афроамериканців - 0,5 % — корінних американців |

До двох чи більше рас належало 1,3 %. Іспаномовні складали 1,3 % від усіх жителів.
За віковим діапазоном населення розподілялося таким чином: 20,1 % — особи молодші 18 років, 64,5 % — особи у віці 18—64 років, 15,4 % — особи у віці 65 років та старші. Медіана віку мешканця становила 45,1 року. На 100 осіб жіночої статі у місті припадало 91,4 чоловіків;  на 100 жінок у віці від 18 років та старших — 91,0 чоловіків також старших 18 років.
Середній дохід на одне домашнє господарство  становив 43 670 доларів США (медіана — 34 318), а середній дохід на одну сім'ю — 59 207 доларів (медіана — 54 861). Медіана доходів становила 45 375 доларів для чоловіків та 25 568 доларів для жінок. За межею бідності перебувало 11,7 % осіб, у тому числі 7,5 % дітей у віці до 18 років та 34,9 % осіб у віці 65 років та старших.
Цивільне працевлаштоване населення становило 222 особи. Основні галузі зайнятості: виробництво — 23,9 %, роздрібна торгівля — 14,4 %, публічна адміністрація — 13,5 %.
За даними перепису населення 2000 року в Гамфрі проживало 806 осіб, 209 сімей, налічувалося 319 домашніх господарств і 365 житлових будинків. Середня густота населення становила близько 230,3 осіб на один квадратний кілометр. Расовий склад Гамфрі за даними перепису розподілився таким чином: 57,82% білих, 40,45% — чорних або афроамериканців, 1,20% — корінних американців, 1,49% — представників змішаних рас, 1,00% — інших народів. іспаномовні склали 0,87% від усіх жителів міста.
З 319 домашніх господарств в 34,8% — виховували дітей віком до 18 років, 46,1% представляли собою подружні пари, які спільно проживали, в 16,0% сімей жінки проживали без чоловіків, 34,2% не мали сімей. 31,7% від загального числа сімей на момент перепису жили самостійно, при цьому 13,5% склали самотні літні люди у віці 65 років та старше. Середній розмір домашнього господарства склав 2,53 особи, а середній розмір родини — 3,20 особи.
Населення міста за віковим діапазоном за даними перепису 2000 року розподілилося таким чином: 30,5% — жителі молодше 18 років, 7,7% — між 18 і 24 роками, 26,1% — від 25 до 44 років, 22,2% — від 45 до 64 років і 13,5% — у віці 65 років та старше. Середній вік мешканця склав 36 років. На кожні 100 жінок в Гамфрі припадало 84,9 чоловіків, у віці від 18 років та старше — 81,2 чоловіків також старше 18 років.
Середній дохід на одне домашнє господарство в місті склав 25 880 доларів США, а середній дохід на одну сім'ю — 33 824 долара. При цьому чоловіки мали середній дохід в 25 163 долара США на рік проти 23 472 долара середньорічного доходу у жінок. Дохід на душу населення в місті склав 12 517 доларів на рік. 23,7% від усього числа сімей в окрузі і 22,9% від усієї чисельності населення перебувало на момент перепису населення за межею бідності, при цьому 27,9% з них були молодші 18 років і 21,4% — у віці 65 років та старше.